# Font de sa Mata Escrita
La font de sa Mata Escrita, també dita font de sa Mata Vella, és una font que es troba a la possessió de sa Mata Escrita o de sa Mata Vella, al terme municipal d'Algaida, a Mallorca. És una font de mina o qanat amb una longitud d'uns 81 m i amb 6 pous d'aireig. Aquesta possessió fou de la família de Ramon Llull des del temps de la conquesta de Mallorca (1229-1231).
Hom pot accedir al pou mare a través d'unes escalonades subterrànies. La mina consta d'una galeria principal que parteix del pou mare, a més d'una altra per la recollida marginal d'aigües que desemboca al començament de la galeria principal. Aquesta galeria secundària és més alta que la principal, amb una volta de mig punt, feta de pedra seca com les parets laterals.